# 海を越える握手

楽譜の表紙絵

『海を越える握手』（うみをこえるあくしゅ、英語: Hands Across the Sea）は、元アメリカ海兵隊音楽隊隊長のジョン・フィリップ・スーザが作曲した行進曲。 1900年のパリ万国博覧会のために作曲された。

## 歴史
1899年に作曲された。同年初演され、聴衆が足を踏み鳴らし興奮し続けたため、3度も演奏を行ったと言われている。
『海を越える握手』は人気のある行進曲として、世界中の吹奏楽団で今日も演奏され続けている。

## 解説
1898年に勃発したアメリカとスペインの戦争、いわゆる米西戦争で、マニラ湾のアメリカ海軍のデューイ提督に、イギリスのチチェスター艦長が救いの手を差し伸べた。その友情をたたえて作曲されたものだという説がある。しかし実際には楽譜の表紙に印刷されている、ある戯曲の言葉「ある考えがわたしの心にひらめいた…永遠の友情を約束しよう」という言葉にインスピレーションを得たというのが真実のようである。
戦争を背景に生まれた作品だが、現在では国際的な友情をたたえた行進曲として、海外親善の催しなどでしばしば演奏される。

## 曲の構成
『海を越える握手』は、ヘ長調を主調としているが、その独特な和声付けにより、単に明るい雰囲気に終始する行進曲ではなくなっている。
すでに前奏から、ヘ長調の平行調であるニ短調のドミナントが示唆され、前奏の最後には、明確なニ短調のドミナントで半終止する。続く第1マーチはニ短調のトニックで開始し、すぐにヘ長調へ移行する。この調の配置が、『海を越える握手』の、一聴して不思議な雰囲気に影響している。第2マーチは一転してヘ長調が支配的、しかしニ短調の影は確実に存在する。トリオでは、付点リズムが心地よい揺れを生み出す。短調のエピソードを経て、トリオが繰り返される。ピッコロの軽やかな装飾が付点リズムと豊かな対比を描き出している。